# Calumma guibei
Calumma guibei là một loài thằn lằn trong họ Chamaeleonidae. Loài này được Hillenius mô tả khoa học đầu tiên năm 1959.